# Howard Unwin Moffat
Howard Unwin Moffat (* 13. Januar 1869 in Kuruman, Kapkolonie; † 19. Januar 1951) war von 1927 bis 1933 der zweite Premierminister Südrhodesiens.

## Leben
Moffat war der Enkelsohn des Missionars Robert Moffat und der Neffe von David Livingstone.
Nach seinem Dienst in der Grenzpolizei des Betschuanalandes ging er nach Bulawayo und diente im Kampf gegen die Ndebele und im Zweiten Burenkrieg. Seit 1923 war Moffat Abgeordneter für Fort Victoria. Charles Patrick John Coghlan berief ihn als Minister für Bergbau und Arbeit in sein Kabinett. Nach dem Tode Coghlans folgte ihm Moffat in das Amt als Premierminister. Unter seiner Regierung wurde 1930 der Land Apportionment Act verabschiedet. Dieses Gesetz teilte das Land in Siedlungsgebiete für Schwarze und Weiße auf. Die „beschleunigte Landreform“ (fast-track land reform) seit dem Jahr 2000, ursprünglich ein Programm zur Landumverteilung von weißen Farmern zu landlosen schwarzen Bauern, macht dieses Gesetz rückgängig. 1933 trat Moffat zurück. 